# السباعیه
السباعیه (به عربی: السباعیة) یک منطقهٔ مسکونی در مصر است که در استان اسوان واقع شده‌است.